# Alexander Albon
Alexander Albon Ansusinha (em tailandês:  อเล็กซานเดอร์ อัลบอน อังศุสิงห์; Londres, 23 de março de 1996) é um automobilista anglo-tailandês que atualmente compete na Fórmula 1 pela equipe Williams.

## Carreira
Filho do ex-piloto britânico Nigel Albon, Alexander iniciou a carreira disputando competições de kart, onde permaneceu até 2012, quando disputaria a Fórmula Renault 2.0 Alpes, e paralelamente atuava na divisão NEC da categoria. Seu melhor resultado foi um terceiro lugar na temporada 2014 da Eurocopa de Fórmula Renault 2.0. Em 2015, disputa a Fórmula 3 Europeia, porém não conquista resultados expressivos. Ainda participa do Grande Prêmio de Macau, na condição de convidado.
Em dezembro de 2015, após um período de testes pela equipe ART Grand Prix, foi contratado em fevereiro de 2016 para disputar a temporada da GP3 Series. Com 4 vitórias, obteve o vice-campeonato, com 177 pontos.
Em fevereiro de 2017, foi anunciado sua permanência na ART Grand Prix, sendo automaticamente promovido ao Campeonato de Fórmula 2 da FIA daquele ano. Para a temporada da competição de 2018, Albon se transferiu para a equipe DAMS.

## Fórmula 1

### Toro Rosso (2019)
Em 26 de novembro de 2018 foi confirmado que Albon havia sido liberado de seu contrato com a equipe de Fórmula E Nissan e.dams após os rumores de que ele assinaria com a Toro Rosso. No mesmo dia, a Toro Rosso anunciou Albon como seu piloto para disputar a temporada de Fórmula 1 de 2019, ao lado de Daniil Kvyat.
Em 31 de março de 2019, Albon fez os seus primeiros dois pontos da carreira na Fórmula 1 ao terminar em nono no Grande Prêmio do Barém e se tornou o primeiro tailandês a pontuar na Fórmula 1 desde que o Príncipe Bira pontuou pela última vez no Grande Prêmio da França de 1954.

### Red Bull (2019-2020)
Após o Grande Prêmio da Hungria de 2019, a Red Bull anunciou que Albon iria substituir o piloto francês Pierre Gasly a partir do Grande Prêmio da Bélgica de 2019, com Gasly retornando para a Toro Rosso para disputar o restante da temporada pela equipe ao lado de Daniil Kvyat.
No dia 13 de setembro de 2020, Albon conquista o seu primeiro pódio da carreira na Fórmula 1 no Grande Prêmio da Toscana e se tornou o primeiro tailandês a subir no pódio da categoria.

### Williams (2022-)
Em 8 de setembro de 2021, foi anunciado que Alexander Albon se juntaria à equipe Williams para a temporada de 2022. Em 3 de agosto de 2022, foi anunciado a renovação do seu contrato com a Williams em um acordo de múltiplos anos. Posteriormente, foi divulgado que seu contrato com Williams vai até o final da temporada de 2025.
Em 15 de maio de 2024, foi anunciado que a Williams havia estendido seu contrato com Albon em um acordo multianual que o manterá na equipe de Grove para além da temporada de 2026.

## Resultados na carreira

### Sumário da carreira automobilística
| Temporada | Categoria                    | Equipe                       | Corridas                 | Vitórias                 | Poles                    | V.M.R.                   | Pódios                   | Pontos                   | Classificação            |
| --------- | ---------------------------- | ---------------------------- | ------------------------ | ------------------------ | ------------------------ | ------------------------ | ------------------------ | ------------------------ | ------------------------ |
| 2012      | Eurocup Formula Renault 2.0  | EPIC Racing                  | 14                       | 0                        | 0                        | 0                        | 0                        | 0                        | 38.º                     |
| 2012      | Formula Renault 2.0 Alps     | EPIC Racing                  | 14                       | 0                        | 0                        | 0                        | 0                        | 26                       | 16.º                     |
| 2013      | Eurocup Formula Renault 2.0  | KTR                          | 14                       | 0                        | 1                        | 1                        | 0                        | 22                       | 16.º                     |
| 2013      | Formula Renault 2.0 NEC      | KTR                          | 6                        | 0                        | 0                        | 1                        | 1                        | 61                       | 22.º                     |
| 2014      | Eurocup Formula Renault 2.0  | KTR                          | 14                       | 0                        | 1                        | 0                        | 3                        | 117                      | 3.º                      |
| 2014      | Formula Renault 2.0 NEC      | KTR                          | 6                        | 1                        | 0                        | 1                        | 2                        | 80                       | 17.º                     |
| 2015      | Fórmula 3 Europeia           | Signature                    | 33                       | 0                        | 2                        | 1                        | 5                        | 187                      | 7.º                      |
| 2015      | Grande Prémio de Macau       | Signature                    | 1                        | 0                        | 0                        | 0                        | 0                        | N/A                      | 13.º                     |
| 2016      | GP3 Series                   | ART Grand Prix               | 18                       | 4                        | 3                        | 3                        | 7                        | 177                      | 2.º                      |
| 2016      | Masters of Formula 3         | Hitech GP                    | 1                        | 0                        | 0                        | 0                        | 0                        | N/A                      | 5.º                      |
| 2017      | Fórmula 2                    | ART Grand Prix               | 20                       | 0                        | 1                        | 1                        | 2                        | 86                       | 10.º                     |
| 2018      | Fórmula 2                    | DAMS                         | 24                       | 4                        | 3                        | 0                        | 8                        | 212                      | 3.º                      |
| 2019      | Fórmula 1                    | Scuderia Toro Rosso          | 12                       | 0                        | 0                        | 0                        | 0                        | 92                       | 8.º                      |
| 2019      | Fórmula 1                    | Aston Martin Red Bull Racing | 9                        | 0                        | 0                        | 0                        | 0                        | 92                       | 8.º                      |
| 2020      | Fórmula 1                    | Aston Martin Red Bull Racing | 17                       | 0                        | 0                        | 0                        | 2                        | 105                      | 7.º                      |
| 2021      | Deutsche Tourenwagen Masters | AlphaTauri AF Corse          | 14                       | 1                        | 1                        | 3                        | 4                        | 130                      | 6.º                      |
| 2021      | Fórmula 1                    | Red Bull Racing Honda        | Piloto de testes/reserva | Piloto de testes/reserva | Piloto de testes/reserva | Piloto de testes/reserva | Piloto de testes/reserva | Piloto de testes/reserva | Piloto de testes/reserva |
| 2021      | Fórmula 1                    | Scuderia AlphaTauri          | Piloto de testes/reserva | Piloto de testes/reserva | Piloto de testes/reserva | Piloto de testes/reserva | Piloto de testes/reserva | Piloto de testes/reserva | Piloto de testes/reserva |
| 2022      | Fórmula 1                    | Williams Racing              | 13                       | 0                        | 0                        | 0                        | 0                        | 3                        | 19.º                     |

### Resultados na Fórmula 1
Legenda: (Corridas em negrito indicam pole position); (Corridas em itálico indicam volta mais rápida)
| Temporada | Equipe                       | Chassis                   | Motor                                   | 1       | 2       | 3       | 4       | 5      | 6      | 7       | 8      | 9       | 10      | 11      | 12     | 13     | 14     | 15     | 16      | 17      | 18      | 19     | 20      | 21     | 22      | 23     | 24     | Class. | Pontos |
| --------- | ---------------------------- | ------------------------- | --------------------------------------- | ------- | ------- | ------- | ------- | ------ | ------ | ------- | ------ | ------- | ------- | ------- | ------ | ------ | ------ | ------ | ------- | ------- | ------- | ------ | ------- | ------ | ------- | ------ | ------ | ------ | ------ |
| 2019      | Red Bull Toro Rosso Honda    | Scuderia Toro Rosso STR14 | Honda RA619H 1.6 V6 t                   | AUS 14  | BAR 9   | CHN 10  | AZE 11  | ESP 11 | MON 8  | CAN Ret | FRA 15 | AUT 15  | GBR 12  | ALE 6   | HUN 10 |        |        |        |         |         |         |        |         |        |         |        |        | 8.º    | 92     |
| 2019      | Aston Martin Red Bull Racing | Red Bull Racing RB15      | Honda RA619H 1.6 V6 t                   |         |         |         |         |        |        |         |        |         |         |         |        | BEL 5  | ITA 6  | SIN 6  | RUS 5   | JAP 4   | MEX 5   | EUA 5  | BRA 14  | ABU 6  |         |        |        | 8.º    | 92     |
| 2020      | Aston Martin Red Bull Racing | Red Bull Racing RB16      | Honda RA620H 1.6 V6 t                   | AUT 13† | EST 4   | HUN 5   | GBR 8   | 70 5   | ESP 8  | BEL 6   | ITA 15 | TOS 3   | RUS 10  | EIF Ret | POR 12 | EMI 15 | TUR 7  | BAR 3  | SKR 6   | ABU 4   |         |        |         |        |         |        |        | 7.º    | 105    |
| 2022      | Williams Racing              | Williams FW44             | Mercedes-AMG M13 E Performance 1.6 V6 t | BAR 13  | ARA 14  | AUS 10  | EMI 11  | MIA 9  | ESP 18 | MON Ret | AZE 12 | CAN 13  | GBR Ret | AUT 12  | FRA 13 | HUN 17 | BEL 10 | PBS 12 | ITA NL  | SIN Ret | JAP Ret | EUA 12 | CMX 13  | SAO 15 | ABU 13  |        |        | 19.º   | 4      |
| 2023      | Williams Racing              | Williams FW45             | Mercedes-AMG M14 E Performance 1.6 V6 t | BHR 10  | SAU Ret | AUS Ret | AZE 12  | MIA 14 | MON 14 | ESP 16  | CAN 7  | AUT 11  | GBR 8   | HUN 11  | BEL 14 | NED 8  | ITA 7  | SIN 11 | JPN Ret | QAT 137 | USA 9   | MXC 9  | SAP Ret | LAS 12 | ABU 14  |        |        | 13º*   | 27     |
| 2024*     | Williams Racing              | Williams FW46             | Mercedes-AMG M15 E Performance 1.6 V6 t | BHR 15  | SAU 11  | AUS 11  | JPN Ret | CHN 12 | MIA 19 | EMI Ret | MON 9  | CAN Ret | ESP 18  | AUT 14  | GBR 9  | HUN 14 | BEL 12 | NED 14 | ITA 9   | AZE 7   | SIN Ret | USA 16 | MXC Ret | SAP NL | LAS Ret | QAT 15 | ABU 11 | 16º    | 12     |
| 2025*     | Williams Racing              |                           | Mercedes-AMG 1.6 V6 t                   | AUS 5   | CHNS 11 | JPN 9   | BHR 12  | SAU 9  | MIA 5  | EMI 5   | MON 9  | ESP Ret | CAN Ret | AUT Ret | GBR 8  |        | HUN 15 | NED    | ITA     | AZE     | SIN     | USA    | MXC     | SAP    | LAS     | QAT    | ABU    | 6º*    | 54     |

Notas
* Temporada ainda em andamento.
† – O piloto não terminou a prova, mas foi classificado por ter completado 90% da corrida.